# Ryot

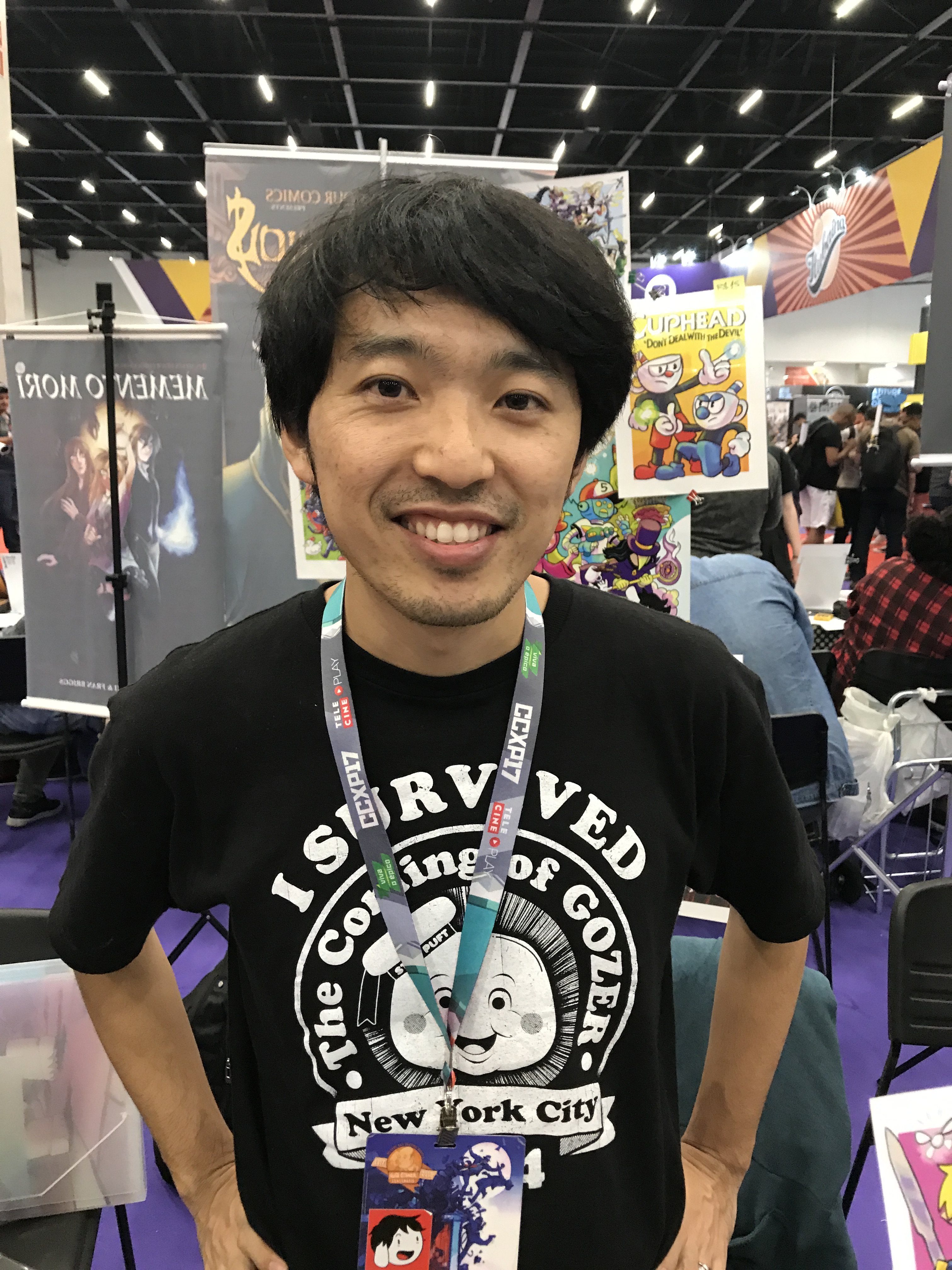
Ryot na edição de 2017 da Comic Con Experience

Ricardo Yoshio Okama Tokumoto, mais conhecido como Ryot (Limeira, 14 de janeiro de 1986), é um quadrinista brasileiro conhecido por sua webtira Ryot IRAS, publicada diariamente desde 2007. A série já foi compilada em publicações independentes e, em 2017, em um livro chamado Ryotiras – Um pouco de cada, publicado pela editora Draco. Em 2016, Ryot ganhou o Troféu HQ Mix de melhor webquadrinho por Ryot IRAS.